# Régiment de Chartres dragons
Pour les articles homonymes, voir Régiment de Chartres (homonymie).
Le régiment de Chartres dragons est un régiment de cavalerie français d'Ancien Régime créé en 1672 sous le nom de régiment de Seyssac, duc de Villeroy cavalerie devenu sous la Révolution le 14e régiment de dragons.

## Création et différentes dénominations
- 3 mars 1672 : création du régiment de Seyssac, duc de Villeroy cavalerie[1]
- 26 février 1676 : renommé régiment d’Imécourt cavalerie
- janvier 1702 : renommé régiment de Montauban cavalerie
- 6 octobre 1703 : renommé régiment de Forbin cavalerie
- 19 juillet 1708 : renommé régiment de Chépy cavalerie
- 10 septembre 1744 : renommé régiment de Bellefonds cavalerie
- 7 mai 1758 : renommé régiment de Chartres cavalerie
- 1er décembre 1761 : renforcé par incorporation du régiment de Trasegnies cavalerie[2]
- 1777 : transformé en dragons, le régiment de Chartres dragons
- 1er janvier 1791 : renommé 14e régiment de dragons

## Équipement

### Étendards
4 étendards « de ſoye rouge, Soleil d’or au milieu brodé, & frangez d’or ».

Étendard
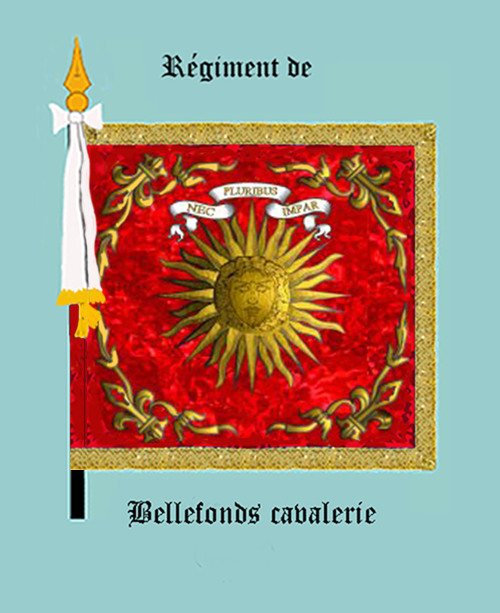
régiment de Bellefonds cavalerie, avers
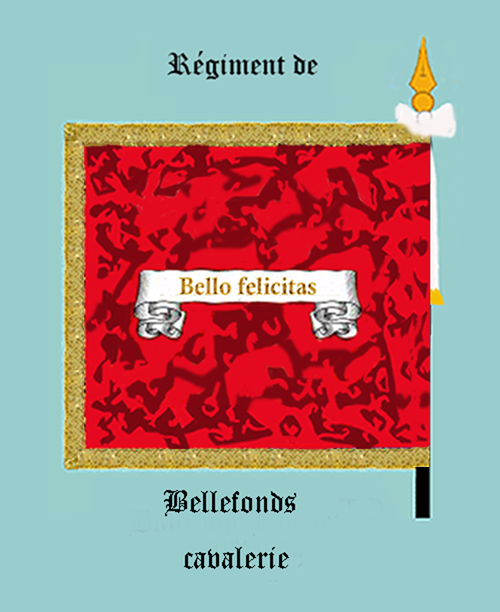
régiment de Bellefonds cavalerie, revers

### Habillement

Uniformes de cavalerie
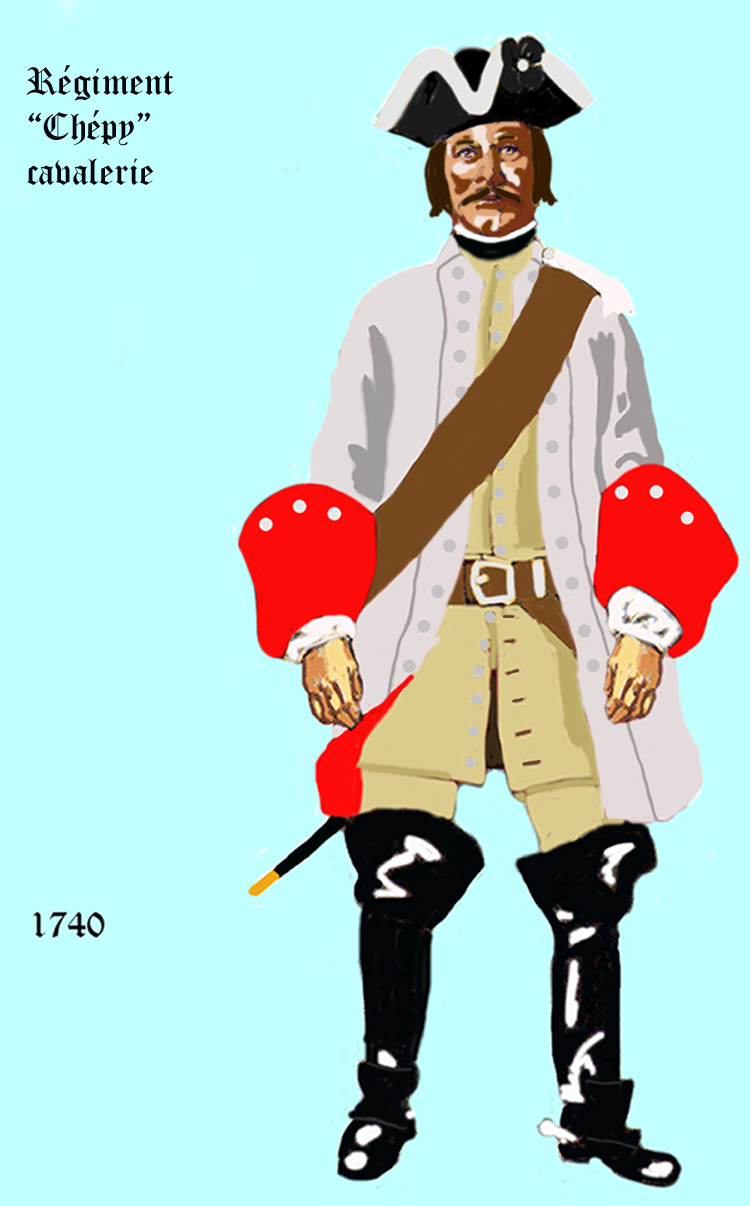
de 1740 à 1757
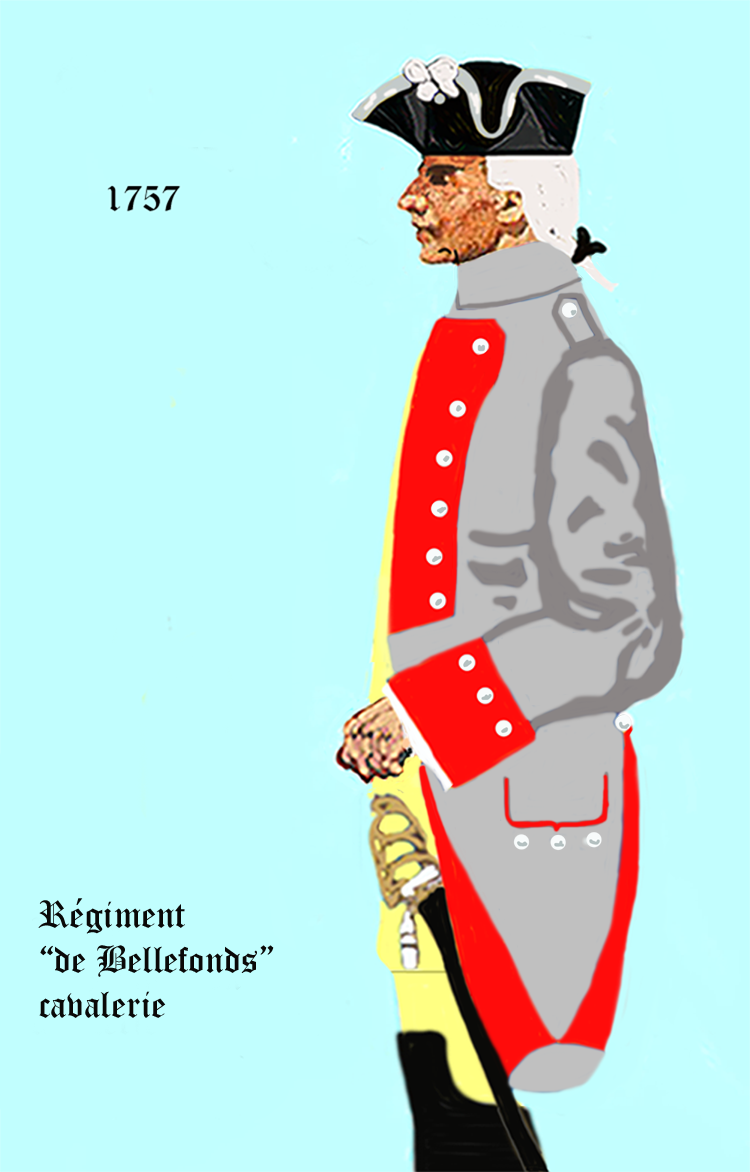
de 1757 à 1762

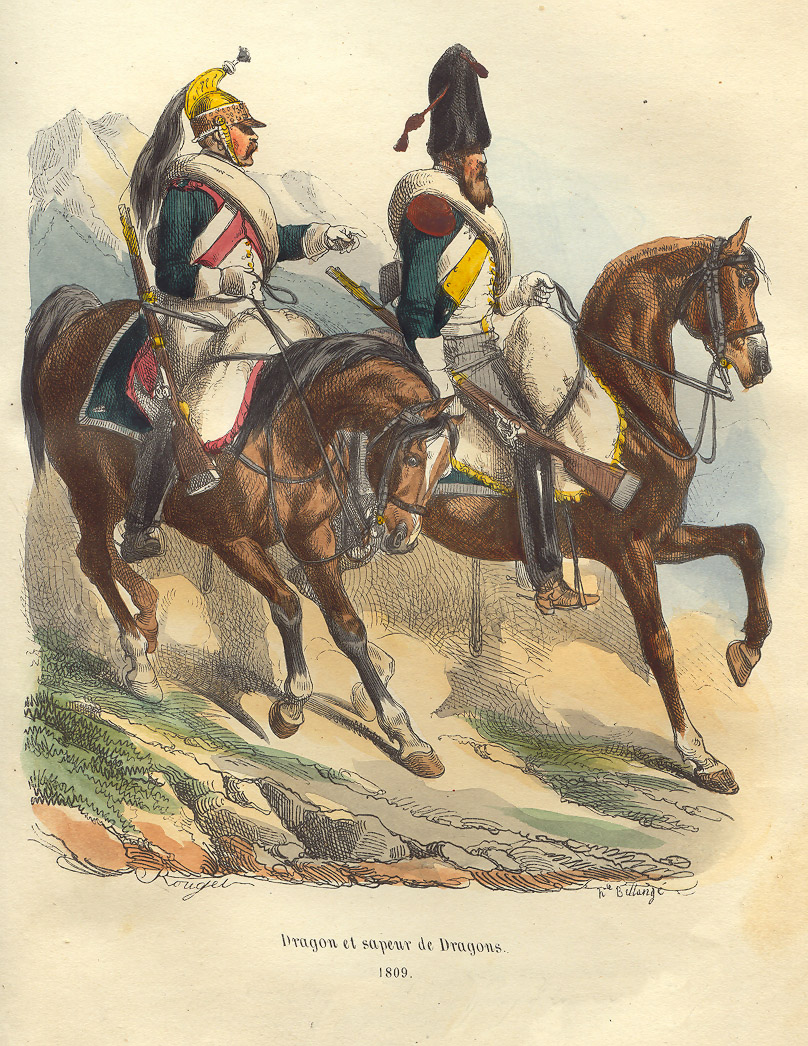
Dragon et sapeur de dragons de la Grande Armée, gravure de Bellangé illustrant l’Histoire de Napoléon de Laurent de l’Ardèche, 1843.

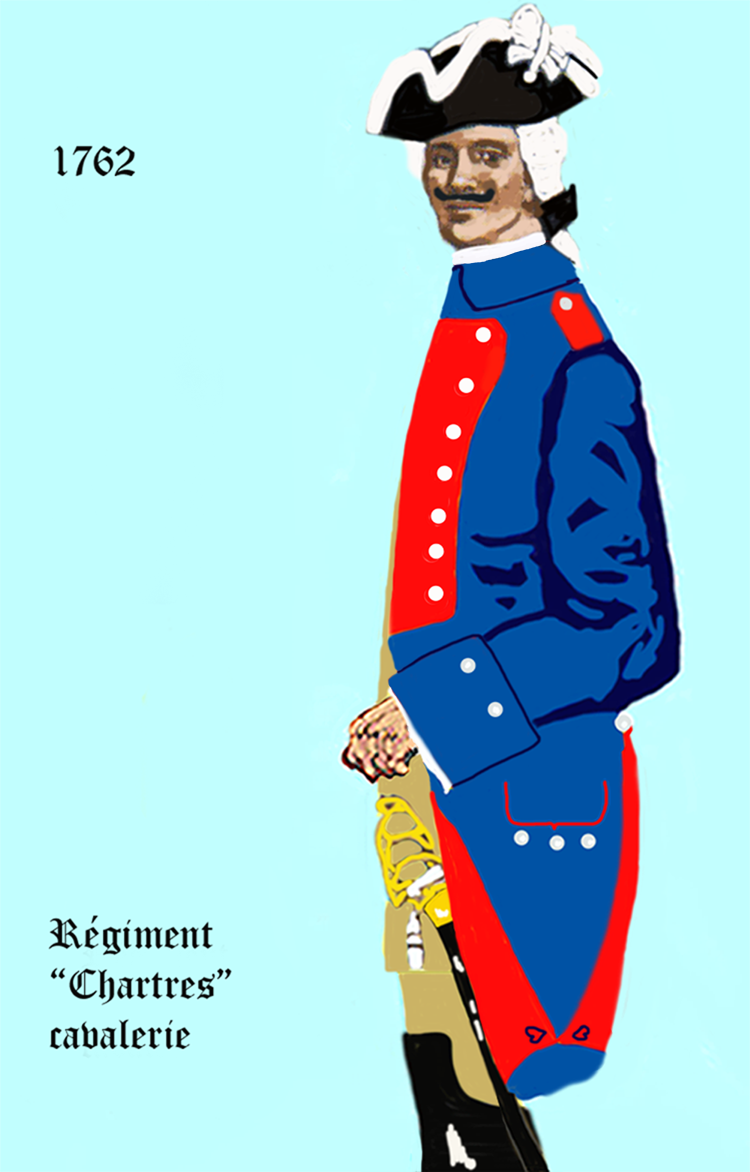
régiment de Chartres de 1762 à 1767
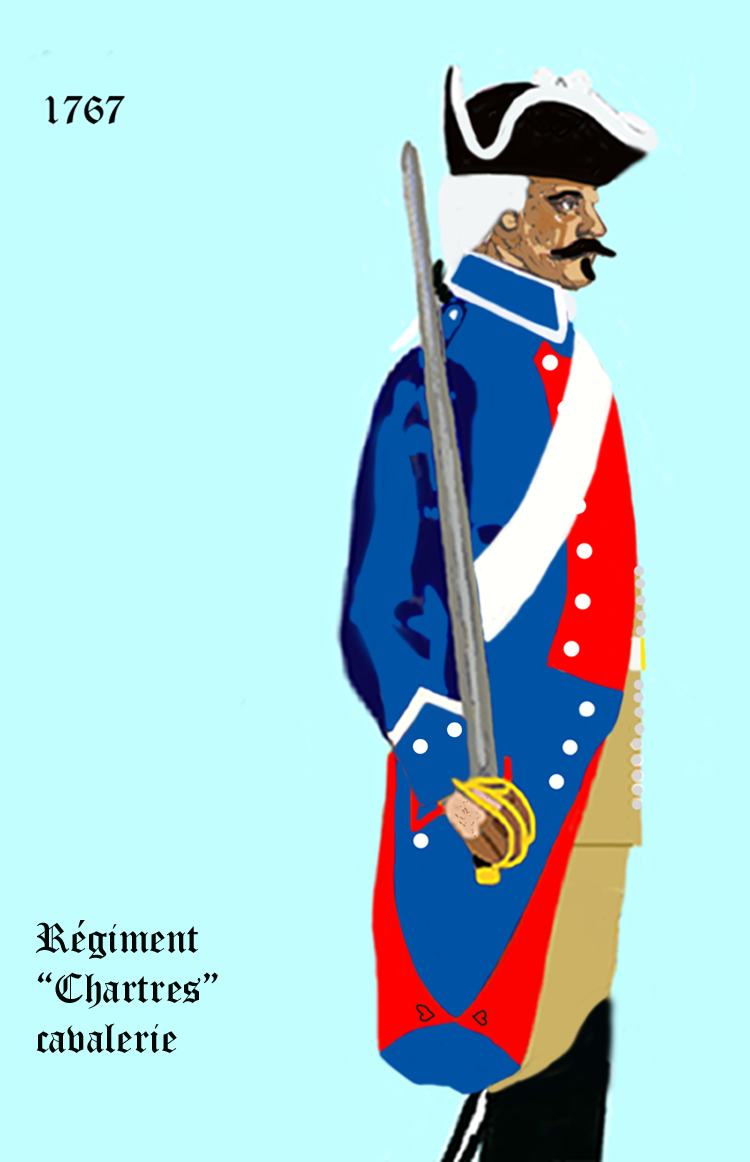
régiment de Chartres de 1767 à 1776

Uniformes de dragons
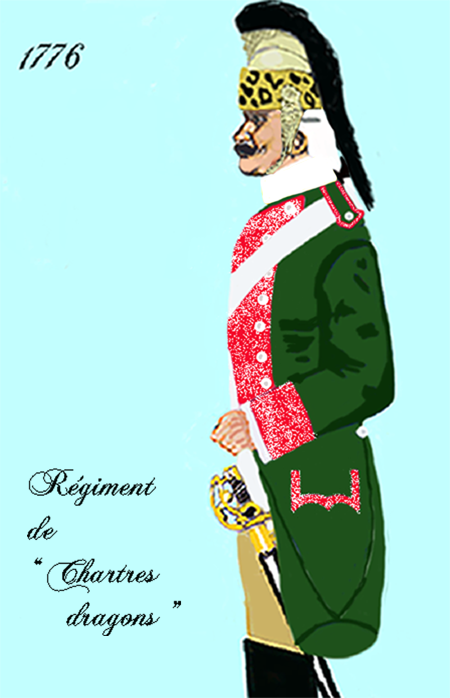
régiment de Chartres de 1777 à 1779
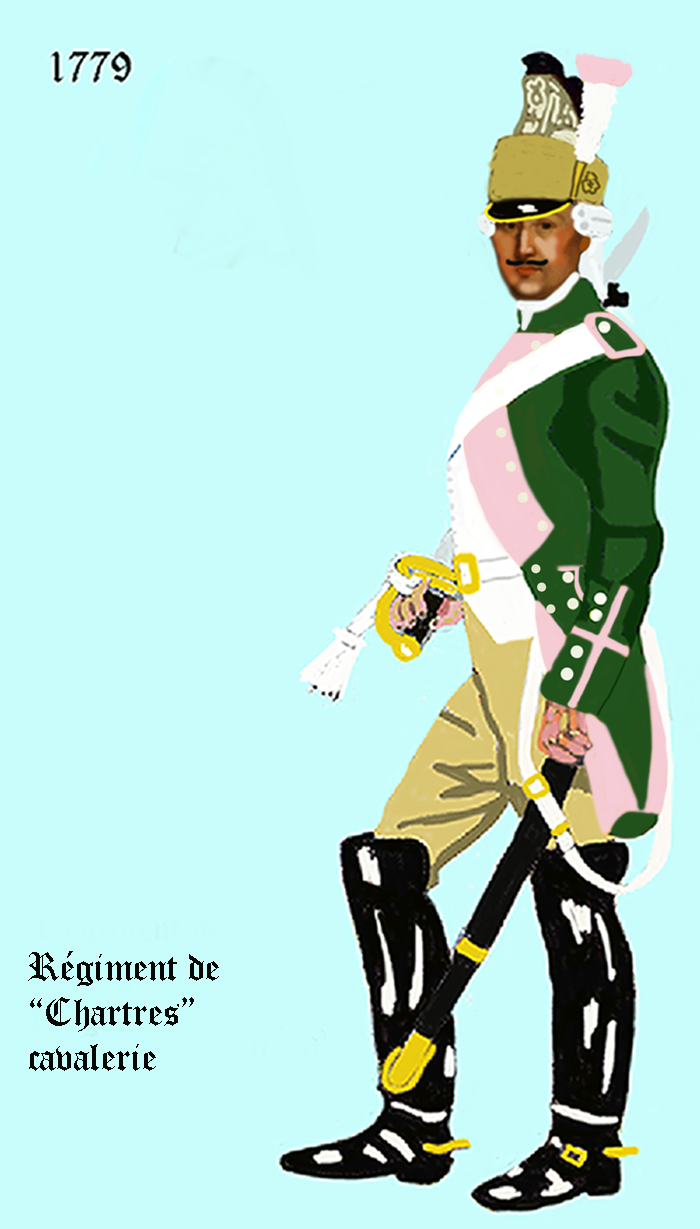
régiment de Chartres de 1779 à 1786
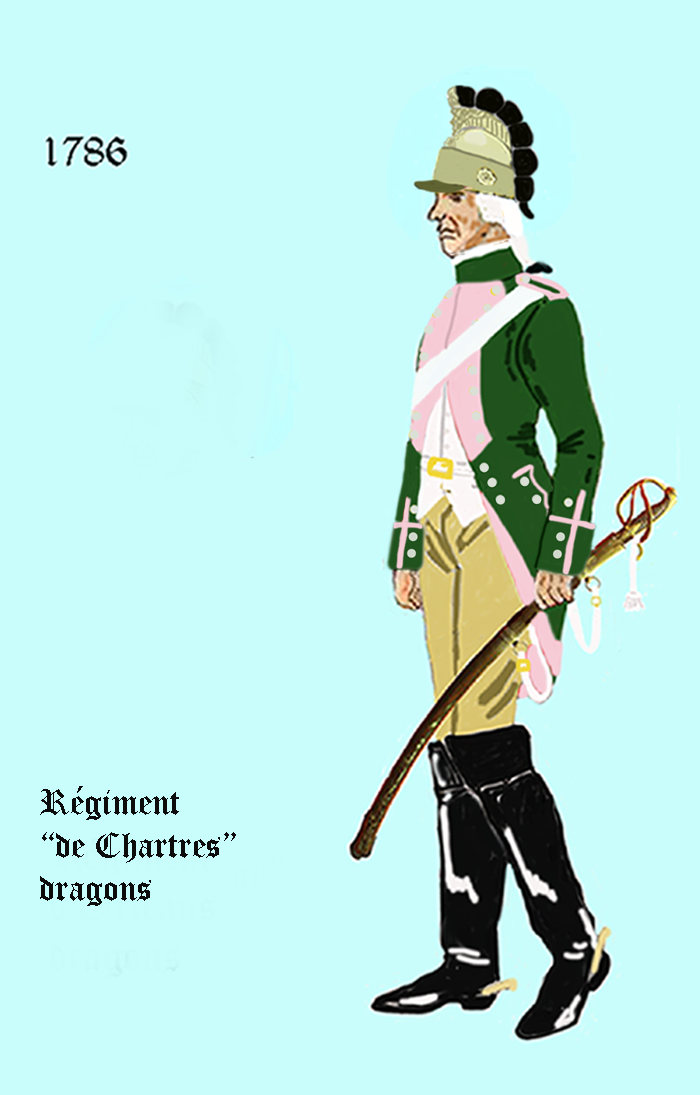
régiment de Chartres de 1786 à 1791
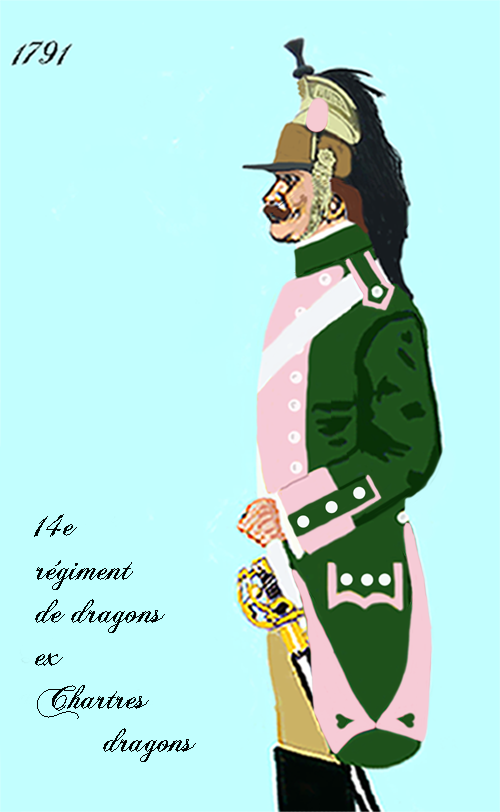
14e régiment de dragons après 1791

## Historique

### Mestres de camp et colonels
- 3 mars 1672 : marquis de Seyssac
- 26 février 1676 : N. de Wassinghac, marquis d’Imécourt
- 18 décembre 1689 : Jean de Wassinghac, marquis d’Imécourt, fils du précédent, brigadier le 30 mars 1693, maréchal de camp le 29 janvier 1702, lieutenant général le 26 octobre 1704, † mars 1745
- Philippe-Anne de Vassinhac (1672-†1705), appelé le « chevalier d’Imécourt », maréchal de camp, décède à la chartreuse d’Asti, où il est transporté à cause de ses blessures [3].
- mars 1693 : Henri Daniel de Wassinghac, chevalier d’Imécourt d’Alipon, frère du précédent
- janvier 1702 : N., marquis de Montauban
- 1703 : N., chevalier de Montauban
- 6 octobre 1703 : N., marquis de Forbin
- 19 juillet 1708 : Nicolas Antoine de Grouches, chevalier puis marquis de Chépy, brigadier le 1er février 1719, maréchal de camp le 1er août 1734, † 25 avril 1751
- 7 août 1728 : Jacques Étienne de Grouches de Gribeauval, comte de Chépy, brigadier le 1er janvier 1740, déclaré maréchal de camp le 13 août 1744 par brevet expédié le 2 mai, † 22 juillet 1750
- 10 septembre 1744 : Armand Louis François Gigault, marquis de Bellefonds, brigadier le 20 mars 1747, maréchal de camp le 1er mai 1758
- 7 mai 1758 : Charles, chevalier de Durfort-Rosine
- 3 janvier 1770 : Jean Sarrin, vicomte de Durfort-Boissière
- 17 mai 1773 : Philippe Antoine, comte d’Hunolstein
- 10 mars 1788 : Henri Gabriel d’Assier, baron de La Chassagne
- 21 décembre 1788 : Jean-Baptiste Cyrus de Timbrune de Thiembronne, vicomte de Valence, né le 22 septembre 1757, lieutenant général le 20 août 1792, † 4 février 1822
- 9 mai 1792 : Henri Louis d’Esquelbeck
- 17 juin 1792 : Jean Joseph François Léonard Sahuguet de Marril de La Roche
- 26 octobre 1792 : Jacques de Laistre de Tilly
- 29 novembre 1792  Pierre Nicolas Radot
- 24 juillet 1795 : François Jacquemin
- 2 mars 1797 : N. Mireur
- 28 mars 1797 : Léopold Charles Maximilien Duvivier
- 1799 : François Lambert
- 4 avril 1801 : Guillaume Joseph Nicolas de Lafon-Blaniac, né le 25 juillet 1773, général de brigade le 12 septembre 1806, général de division le 25 novembre 1813, † 28 septembre 1833
- 20 septembre 1806 : Joseph, baron Bouvier des Éclaz, né le 3 décembre 1757, général de brigade le 8 octobre 1810, † 12 janvier 1820
- 5 novembre 1810 : Denis Éloi Ludot
- 9 octobre 1814 : François, baron Monnier, né le 3 décembre 1764, † 20 octobre 1830
- 19 avril 1815 : Alphonse Alexandre Séguier de Saint-Brisson, né le 18 novembre 1777, † nuit du 24 au 25 novembre 1826

### Campagnes et batailles
Le 14e régiment de dragons a fait les campagnes de 1792 à 1794 à l’armée de la Moselle. Ce régiment prit une part brillante à la bataille de Werdt, le 3 nivôse an II (23 décembre 1793).
Il a fait les campagnes des ans IV et V à l’armée de Sambre-et-Meuse ; an VI aux armées d’Italie et d’Orient ; an VII à l’armée d’Orient ; an VIII et IX aux armées d’Orient et d’Italie. Faits d’armes : bataille d’Aboukir, le 25 juillet 1799 ; bataille d’Alexandrie, le 21 mars 1801.
Campagnes des ans XII et XIII à la 1re division de cavalerie de réserve ; an XIV à la Grande Armée ; 1806 au 7e corps de cavalerie ; 1807 au corps de réserve de cavalerie ; 1808 à l’armée d’Espagne ; 1809 aux armées d’Espagne et d’Allemagne ; de 1810 à 1812 à l’armée d’Espagne ; 1813 à l’armée d’Espagne et au 10e corps de la Grande Armée (3e corps de cavalerie) ; 1814 au 6e corps de cavalerie et garnison de Dantzig ; 1815 au 6e corps de cavalerie.

### Quartiers
- Paulhaguet[1]